# San Francisco, Cundinamarca
San Francisco är en kommun i Colombia.   Den ligger i departementet Cundinamarca, i den centrala delen av landet, 50 km nordväst om huvudstaden Bogotá. Antalet invånare är 8 304. Arean är 118 kvadratkilometer.
Terrängen i San Francisco är kuperad åt nordväst, men åt sydost är den bergig.